# بشت أسمان
بشت أسمان (بالفارسية: پشت‌آسمان) هي قرية تقع في Howmeh Rural District في إيران. يقدر عدد سكانها بـ 18 نسمة .